# Теоделинда
Теоделинда (Теодолинда) (умерла в 628) — лангобардская королева, дочь герцога Баварии Гарибальда I.
В 589 году Теоделинда вышла замуж за лангобардского короля Аутари. После его смерти в 590 году вышла замуж за герцога Турина Агилульфа, чем отдала ему лангобардский престол.
Теоделинда оказывала большое влияние на управление государством как при муже, так и при сыне, Аделоальде. Содействовала установлению мира между лангобардами-арианами и Римско-католической церковью. Теоделинда построила собор Святого Иоанна Крестителя в Монце, в котором хранится Железная корона лангобардов.
Была свергнута в 625 или 626 году в результате заговора лангобардской знати. Умерла в 628 году.